# مقاطعة غونيسون (كولورادو)
مقاطعة غونيسون (بالإنجليزية: Gunnison County)‏ هي إحدى مقاطعات ولاية كولورادو في الولايات المتحدة الأمريكية.